# كلية مجتمع المرأة برام الله-الطيرة
كلية مجتمع المرأة (بالإنجليزية: Ramallah Women's Community College - Tira)، (تقع في مدينة رام الله في حي الطيرة)، أنشأتها وكالة الغوث الدولية لإغاثة وتشغيل اللاجئين الفلسطينيين - الأونروا عام 1962، استجابة لحاجات ملحة لتأهيل الفتيات الفلسطينيات وللمساهمة في تحسين الواقع الاقتصادي لأسرهن وانتشالها من الفقر، وكانت رائدة على مستوى المنطقة في ذلك حيث ضمت بين صفوف خريجاتها العديد من الفلسطينيات اللواتي تبوأن مواقع متقدمة في المجتمعين الفلسطيني والعربي.

## أهداف الكلية
تهتم الكلية بتقديم برنامج التعليم والتدريب المهني والتقني الذي يعنى بتوفير فرص التعليم والتدريب المهني والتقني لفئة اللاجئين الفلسطينيين وإعدادهم إعداداً مهنياً نوعياً عن طريق التحاقهم بأحد التخصصات المتوفرة في الكلية، وإكسابهم المعلومات النظرية والمهارات الفنية اللازمة لسوق العمل، والمعرفة الضرورية والقيم الداعمة والاتجاهات البناءة للمشاركة في بناء وتنمية مجتمع فلسطيني أفضل.

## برامج الكلية والتخصصات
تقدم الكلية برنامجين لدراسة وهم:
البرامج التقنية (دبلوم متوسط) : حيث يحق لطلابات الحاملات على الشهادة الثانوية (التوجيهية)، الالتحاق بإحدى التخصصات التقنية التي تتبع نظام كليات المجتمع، بمعنى انه ستتقدم الطالبة بعد سنتين من الدراسة بنجاح إلى الامتحان الشامل الذي يعقد في نهاية كل عام في الضفة الغربية.
البرامج المهنية (دبلوم متخصص): حيث يحق لطلابات الحاملات على الشهادة الثانوية (التوجيهية)، الالتحاق بإحدى التخصصات التقنية التي تتبع نظام كليات المجتمع، بمعنى انه ستتقدم الطالبة بعد سنتين من الدراسة بنجاح إلى الامتحان الشامل الذي يعقد في نهاية كل عام في الضفة الغربية.
تخصص إدارة وأتمتة المكاتب: تأسس قسم السكرتارية عام 1963، ويهدف إلى تدريب الطالبة على القيام بمجموعة من الأعمال المكتبية والإدارية اللازمة لتسيير أعمال المؤسسة بصورة فعالة، ومن هذه الأعمال، جدولة المواعيد والإجابة على الاستفسارات، معالجة النصوص وطباعة التقارير والرسائل باستخدام الحاسوب، نقل المعلومات عبر الهاتف، تنظيم وحفظ الملفات، وتعبئة مختلف أنواع النماذج، عمل ترتيبات السفر للمدير/ة، متابعة المسائل المالية ضمن تخصصها، استخدام جميع أنواع الأجهزة المكتبية.
برنامج الحاسوب: تأسس قسم الحاسوب عام 1991، حيث كانت الطالبة آنذاك تمنح درجة الدبلوم في تخصص البرمجة وتحليل النظم ونظراً للتحديث والتطوير الذي طرأ على حاجات السوق المحلي، تم تطويره وتحديثه إلى تخصص البرمجيات وقواعد البيانات وذلك منذ عام 1998.
البرنامج الهندسي: يضم البرنامج الهندسي التخصصات التالية: الإلكترونيات والتحكم المحوسب، والهندسة المدنية، والهندسة المعمارية، ومساحة الأراضي.

## الالتحاق والقبول
يحق للطالب الناجح والحاصل على معدل 50% فأعلى في شهادة الدراسة الثانوية العامة (التوجيهي) أو ما يعادلها، التقدم بطلب للالتحاق بأحد تخصصات الدبلوم المطروحة في الكلية.
‌يفتح باب القبول والالتحاق للطلبة مع بداية الفصل الدراسي الأول من العام الأكاديمي، ويمكن فتح باب القبول والالتحاق للفصل الدراسي الثاني إذا توافرت الامكانات والمقاعد الشاغرة. ‌